# Ото Кип
Ото Кип (на немски: Otto Kiep) е германски политик и борец от съпротивата, участвал в опита за убийство на фюрера Адолф Хитлер от 20 юли 1944 г..

## Биография
Ото Кип е роден в Солткоуст, Шотландия (докато родителите му са на почивка там), в семейството на императорския консул Йохан Николаус Кип и съпругата му Шарлот. Той има трима братя и сестра. Един от братовчедите на Ото, Уолтър, остава в Глазгоу и продължава да служи като лекар в британската армия.
През 1909 г., когато Ото навършва 24 години, семейството се премества в Баленщед, Анхалт, Германия. Ото изучава право в Германия и Лондон и завършва университета в Лайпциг с докторска степен, като в Лондон получава и бакалавърска степен по право. Още по това време мисленето и влиянието му се поддават на мира и международното разбиране, което неговият биограф Брус Климентс придава на либералното му възпитание в Шотландия.
Ото Кип работи в посолството на Германия във Вашингтон от 1927 до 1931 г. като съветник, а от 1931 г. до 1933 г. е генерален консул в Ню Йорк. По-късно той установява връзки с кръговете на съпротивата, с Хана Золф и с кръга на Крейсау.
Като началник на отдел „Преса на Райха“, името Ото Кип се появява в списъка на участвалите в проваления заговор от 20 юли, целящ да убие Адолф Хитлер във Вълчата бърлога в Източна Прусия. След ареста си през 1944 г., той е осъден на смърт и един месец след неуспеха на заговора на 23 август 1944 г., Ото Кип е обесен в затвора Пльоцензе в Берлин.
Новината за ареста на Кип достига до неговия близък приятел (и агент на разузнаването Абвер) Ерих Вермехрен, който вместо да бъде арестуван от Гестапо, решава да се предаде на британците, заедно със съпругата си през януари 1945 г. Това вбесява Хитлер, който нарежда разформироването на Абвер.